# Rataje (miasto Vranje)
Rataje (cyr. Ратаје) – wieś w Serbii, w okręgu pczyńskim, w mieście Vranje. W 2011 roku liczyła 554 mieszkańców.